# Giovanni da Salerno

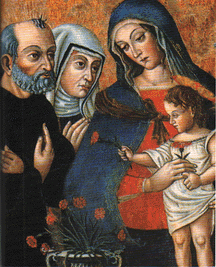
Simon Fidati et Rita de Cascia en prière par Pietro Paolo Agabito.

Giovanni da Salerno (c. 1317-1388) est un religieux italien, de l'ordre des ermites de saint Augustin, disciple, dans sa vie comme dans ses écrits, du Bienheureux Simone Fidati da Cascia.

## Biographie
Giovanni est né à Salerne, probablement en 1317. Aux environs de 1332, il fait profession chez les Augustins de sa ville natale, avant de devenir le disciple et le secrétaire de Simone Fidati, jusqu'en 1348, année de la mort de son maître. À partir de cette date, on ignore ce qu'il fit durant dix ans, mais son nom apparaît  six fois, accompagné de remarques élogieuses, dans le registre de l'ordre, contenant les Actes des prieurs généraux Grégoire de Rimini et Mathieu d'Ascoli. Le 22 février 1357, Grégoire de Rimini le nomme au couvent Saint-Léonard, près de Sienne, en tant que prédicateur et confesseur. Entre 1360 et 1388, on perd à nouveau sa trace, si ce n'est qu'il a porté, en 1361, à Cascia, des reliques que Simone lui avait laissées. Sans doute est-il retourné ensuite à Salerne, où il mourut, après avoir acquis l'estime de ses concitoyens, comme en témoigne l'épitaphe qui orne sa tombe, dans l'église du couvent des augustins.

## Spiritualité
Giovanni a consacré à Simone Fidati une biographie en latin, rédigée juste après la mort de celui-ci, et intitulée Tractatus de vita et moribus fratris Simonis. En élève soucieux de faire connaître la pensée du maître, il traduit et abrège, dans la Spositione sopra de Vangelii, le De gestis Domini Salvatoris de Simone, prolongeant ainsi l'orientation affective et ascétique de la théologie de celui-ci, comme il ressort également d'une Spositione del Paternostro. À travers sa méditation pieuse de l'Evangile, Giovanni démontre qu'il connaît bien la Bible et les Pères de l'Eglise, tout particulièrement Augustin d'Hippone. Il a d'ailleurs consacré à la Règle de ce dernier un commentaire, inspiré de Hugues de Saint-Victor, et une traduction en langue vulgaire. Ce sont, respectivement, la Spositione volgare della regola di santo Agostino secondo Ugo de santo Vittore et la Regola de santo Agostino volgarizzata et ristretta alle suore, col volgarizzamento delle constitutioni per le monache convertite de Santa Elisabetta in Fiorenza, cette dernière œuvre étant destinée aux religieuses d'un monastère fondé à Florence par son maître. La volonté de diffuser le plus largement possible la connaissance et l'esprit de la Règle, constitue un trait caractéristique de l'ordre des Augustins. Enfin, l'inspiration augustinienne se manifeste tout particulièrement dans l'émotion avec laquelle Giovanni contemple l'amour du Christ pour l'humanité.

### Publications
- N. Mattioli, Anthologia agostiniana, t. III : Fra Giovanni da Salerno et le sue opere volgari inedite, 1898-1902.

### Études
- D. Gutierrez, « Jean de Salerne », dans Dictionnaire de spiritualité ascétique et mystique, t. VIII, Paris, Beauchesne, 1974, p. 715-716.